# Premier van de Sovjet-Unie
De premier van de Sovjet-Unie was de regeringsleider van de Sovjet-Unie (USSR). De functie had tijdens zijn bestaan vier verschillende namen: voorzitter van de Raad van Volkscommissarissen (1923-1946), voorzitter van de Raad van Ministers (1946-1991), minister-president (januari-augustus 1991) en voorzitter van de commissie voor het beheer van de Sovjet-economie (augustus-december 1991). Al lang voor 1991 werd de functie door de meeste niet-Sovjetbronnen omschreven als "premier". Vladimir Lenin was de eerste functiehouder en Ivan Silajev als de laatste. Vladimir Lenin, Jozef Stalin en Nikita Chroesjtsjov waren tijdens hun ambtstermijn ook de de facto leiders van de  Sovjet-Unie.

## Premier van de Sovjet-Unie (1923–1991)
| Nr. | Premier van de Sovjet-Unie Глава Правительства СССР | Premier van de Sovjet-Unie Глава Правительства СССР | Premier van de Sovjet-Unie Глава Правительства СССР | Ambtstermijn      | Ambtstermijn      | Anciënniteit | Leeftijd | Overige functie(s)                                         |
| --- | --------------------------------------------------- | --------------------------------------------------- | --------------------------------------------------- | ----------------- | ----------------- | ------------ | -------- | ---------------------------------------------------------- |
| 1   |                                                     | Vladimir Lenin                                      | Vladimir Lenin Владимир Ленин (1870–1924)           | 6 juli 1923       | 21 januari 1924   | 0 jaar       | 53       | Voorzitter van de Raad van Volkscommissarissen (1917–1924) |
| 2   |                                                     | Aleksej Rykov                                       | Aleksej Rykov Алексей Ры́ков (1881–1938)             | 2 februari 1924   | 19 december 1930  | 6 jaar       | 42–49    |                                                            |
| 3   |                                                     | Vjatsjeslav Molotov                                 | Vjatsjeslav Molotov Вячеслав Молотов (1890–1986)    | 19 december 1930  | 6 mei 1941        | 10 jaar      | 40–51    |                                                            |
| 4   |                                                     | Jozef Stalin                                        | Jozef Stalin Иосиф Сталин (1878–1953)               | 6 mei 1941        | 5 maart 1953      | 11 jaar      | 62–74    | Secretaris-generaal van de CPSU (1922–1953)                |
| 5   |                                                     | Georgi Malenkov                                     | Georgi Malenkov Гео́ргий Маленко́в (1902–1988)        | 6 maart 1953      | 8 februari 1955   | 1 jaar       | 51–53    | Secretaris-generaal van de CPSU (1953)                     |
| 6   |                                                     | Nikolaj Boelganin                                   | Nikolaj Boelganin Николай Булганин (1895–1975)      | 8 februari 1955   | 27 maart 1958     | 3 jaar       | 59–63    |                                                            |
| 7   |                                                     | Nikita Chroesjtsjov                                 | Nikita Chroesjtsjov Никита Хрущёв (1894–1971)       | 27 maart 1958     | 14 oktober 1964   | 6 jaar       | 63–70    | Secretaris-generaal van de CPSU (1953–1964)                |
| 8   |                                                     | Aleksej Kosygin                                     | Aleksej Kosygin Алексей Косыгин (1904–1980)         | 14 oktober 1964   | 23 oktober 1980   | 16 jaar      | 60–76    |                                                            |
| 9   |                                                     |                                                     | Nikolaj Tichonov Николай Тихонов (1905–1997)        | 23 oktober 1980   | 27 september 1985 | 4 jaar       | 75–80    |                                                            |
| 10  |                                                     | Nikolaj Ryzjkov                                     | Nikolaj Ryzjkov Николай Рыжков (1929–2024)          | 27 september 1985 | 15 januari 1991   | 5 jaar       | 55–61    |                                                            |
| 11  |                                                     | Valentin Pavlov                                     | Valentin Pavlov Валентин Павлов (1937–2003)         | 15 januari 1991   | 29 augustus 1991  | 0 jaar       | 53       |                                                            |
| 12  |                                                     | Ivan Silajev                                        | Ivan Silajev Ива́н Сила́ев (1930–2023)                | 29 augustus 1991  | 25 december 1991  | 0 jaar       | 60–61    |                                                            |